# Calidó
|  | Per a altres significats, vegeu «Calidó (desambiguació)». |

Calidó (grec antic: Καλυδών, llatí: Calydon) era la principal ciutat d'Etòlia en època heroica.
El mite explica que va ser fundada per Etol a la terra dels curets, i va rebre el nom del seu fill, Calidó. Era veïna de la ciutat de Pleuró, capital dels curets. No era a la costa, sinó uns quilòmetres a l'interior, a la plana del riu Evenos. La ciutat fou escenari de tot l'episodi del Senglar de Calidó. La Ilíada fa esment de les lluites entre curets i calidonis, els primers lluitant per fer fora els segons de les seves terres i els segons lluitant per restar-hi. Els calidonis van participar en la guerra de Troia amb un exèrcit dirigit pel seu rei Toant, fill d'Andrèmon.
Tot i que és coneguda principalment pel seu paper en la mitologia, la ciutat també apareix en època històrica. El 391 aC era en possessió dels aqueus, però no se sap com la van arribar a posseir. Se sap, això no obstant, que els aqueus van rebre Naupacte al final de la guerra del Peloponnès i és possible que llavors Calidó fos part de Naupacte. En aquest any 391 aC Calidó fou atacada pels acarnanis, i els aqueus van demanar l'ajut a Esparta. Agesilau II va ser enviat a Calidó amb un exèrcit a lluitar contra els acarnanis i els aqueus la van poder conservar. La van posseir fins a la batalla de Leuctres el 371 aC en què Epaminondes la va tornar a Etòlia. Va ser una ciutat important encara que va jugar poc paper a la història.
La ciutat va ser buidada el 31 aC per ordre d'August i els seus habitants enviats a poblar la fundada Nicòpolis. Només un petit nombre d'habitants va restar a la ciutat. L'estàtua de la deessa Àrtemis Làfria, deessa tutelar de la ciutat, va ser donada a Patras, que també va rebre una estàtua de Dionís que abans era a Calidó.
De la ciutat mateixa no se sap exactament la situació. Estrabó diu que a la rodalia hi havia un llac i Pausànias esmenta el temple d'Apol·lo Lafri. La ciutat havia d'estar entre l'Evenos i l'Aqueloos. Unes ruïnes trobades a Kurtagà podrien correspondre a la ciutat.